# Константинопольский образ Пресвятой Богородицы
Икона Божией Матери «Константинопольская» появилась в Константинополе в V веке. Она написана как Одигитрия согласно иконографии, относящейся к апостолу Луке. Икона почитается покровительницей города.
В последующие века многие копии иконы распространились в восточном Средиземноморье. Почитанием образа отличаются не только Малая Азия, меридиональная Италия, где икона, по преданию, защитила Неаполь во время эпидемии чумы, а также осады города в 1528 году во время войны Коньякской лиги.